# 曲安奈德
曲安奈德或译縮丙酮特安皮質醇、縮丙酮去炎松，是一种合成长效糖皮质激素，能抑制细胞免疫，减轻炎症及早期毛细血管的扩张，维持毛细血管的通透性。
曲安奈德常用来治疗多种皮肤病、眼内疾病、关节炎及其周围组织炎，减轻口疡带来不适。它是去炎松的更强效衍生物，大约是强的松的八倍。